# Cade Cunningham
Cade Parker Cunningham, född 25 september 2001 i Arlington i Texas, är en amerikansk professionell basketspelare (PG) som spelar för Detroit Pistons i National Basketball Association (NBA).
Cunningham draftades av Detroit Pistons i första rundan i 2021 års draft som förste spelare totalt.
Innan Cunningham blev proffs studerade han vid Oklahoma State University och spelade för deras idrottsförening Oklahoma State Cowboys.